# Junqueira (Vila do Conde)
Junqueira is een plaats (freguesia) in de Portugese gemeente Vila do Conde en telt 2234 inwoners (2001).